# Zgornja Frankovska
Zgornja Frankovska (nemško Oberfranken) je Regierungsbezirk (upravna [Regierungs] regija [bezirk]) zvezne dežele Bavarske, južna Nemčija. Je del zgodovinsko pomembne regije Frankovske, drugi sta Srednja Frankovska in Spodnja Frankovska, ki sta zdaj del nemške zvezne dežele Bavarskw (Bayern).
Zgornja Frankovska ima z več kot 200 neodvisnimi pivovarnami, ki varijo približno 1000 različnih vrst piva, največjo gostoto pivovarn na prebivalca na svetu. Posebna Frankovska pivska pot (Fränkische Brauereistraße) poteka skozi številne priljubljene pivovarne.

## Geografija
Upravna regija meji na Turingijo (Thüringen) na severu, Spodnjo Frankovsko (Unterfranken) na zahodu, Srednjo Frankovsko (Mittelfranken) na jugozahodu in Zgornjo Pfalško (Oberpfalz) na jugovzhodu, Saško (Sachsen) na severovzhodu in Češko na vzhodu.
Naravne enote so: Coburger Land, Itzgrund, Fichtelgebirge, Frankovski gozd (Frankenwald), Frankovska Švica (Fränkische Schweiz), Bayerisches Vogtland, Haßberge, Obermainland/Obermainisches Hügelland, Nördliche Fränkische Alb, dolina reke Regnitz,  Münchberger Hochfläche in Steigerwald.
Nekatere reke so: Majna, Saale, Pegnitz, Regnitz, Itz
- Hohes Fichtelgebirge (2006)
- Höllental im Frankenwald
- Frankenlied Zum Heil’gen Veit vom Staffelstein (2005)
- Fränkische Schweiz (2008)

## Zgodovina

### Prazgodovina in zgodnja obdobja
Johann Friederich Esper je med letoma 1774 in 1790 opisal nekaj jam v Frankovski Juri (Fränkischen Alb), J. B. Fischer pa je leta 1788 izkopal grobne gomile Mistelgau v okrožju Bayreuth. O najstarejši prisotnosti človeka pričajo orodja iz lidita iz medglaciala Riss-Würm (120.000–80.000 pred sedanjostjo), ki so jih izdelali neandertalci. Naslednji artefakti so nekoliko mlajši in prihajajo iz Presolutréen Kösten, okrožje Lichtenfels. Zgodnji in srednji pozni paleolitik v Zgornji Frankovski še nista zastopana, zgornji paleolitik je zastopan nejasno. Dokazi o neolitskih naselbinah kultur linearne keramike, ki so nastale od leta 5500 pr. n. št., še posebej možna na območju starega neolitika v dolini Majne. Tukaj je poznanih več kot 50 prazgodovinskih in protozgodovinskih zemeljskih ali obročastih zidov, velikih od 3 do 50 ha. Največji so v Hetzlesu, Rödlasu in Wiesenthau-Schlaifhausnu v okrožju Forchheim ter na Staffelbergu v Bad Staffelstein-Romansthalu v okrožju Lichtenfels. Grobnih najdb sploh ni. Najpomembnejši najdišči sta dve jami, Jungfernhöhle v Tiefenellernu in Hohle Stein pri Schwabthalu. Raziskani naselji iz tega obdobja sta Altenbanz in Zilgendorf. Kulture, ki so sledile, tam niso bile posebej dobro zastopane vse do zgodnje bronaste dobe. Naselbine manjkajo celo iz srednje bronaste dobe. Vendar najdbe iz zakladov iz Forchheima in Hollfelda dokumentirajo razmeroma redko poselitev v zgodnjem obdobju. Prisotnost tipičnih artefaktov kaže na usmerjenost v Hessen in Turingijo. V obdobju žarnih grobišč (1300–750 pr. n. št.) postanejo sledovi jasnejši in število depojev se poveča. Grobovi, kot je tako imenovani Plemiški grob Eggolsheim, okrožje Forchheim, nudijo vpogled v grobno kulturo. Halštatsko obdobje, ki je sledilo, je dobro predstavljeno z grobovi in gomilami, tako da lahko domnevamo gostejšo poselitev. V latenskem obdobju (mlajša železna doba 500–100 pr. n. št.) je bila Zgornja Frankovska osrednje območje glinenih kipov konj. Najdene so tudi številne najdbe rimskega izvora.

### Srednji in novi vek
Med preseljevalnim obdobjem so Turingijci najprej razširili svoje vplivno področje na Zgornjo Frankovsko. Po Klodvikovi zmagi nad Alemani v bitki pri Zülpichu leta 496 n. št. je zahodno območje Majne prišlo pod frankovski vpliv. Ko so bili leta 531 poraženi tudi Turingijci (bitka pri Burgschiednu), je celotna dolina Majne prišla pod frankovsko oblast. Opaziti pa je bilo tudi slovansko priseljevanje (Bavaria Slavica). Slovani so bili že v visokem srednjem veku popolnoma asimilirani. Tipična imenska sestavina slovanskega izvora je na primer krajevno ime s končnico -itz.
Območje današnje Zgornje Frankovske je kasneje v bistvu sestavljalo dve zgodovinski ozemlji škofije Bamberg in Hohenzollern (Prusi od 1791/1792) kneževine Bayreuth (tudi: mejna grofija Brandenburg-Bayreuth in prej Brandenburg-Kulmbach). Poleg tega so bila za Zgornjo Frankovsko, tako kot za Frankovsko nasploh, značilna številna manjša gospostva, katerih lastniki so bili večinoma rekrutirani iz viteških vrst. Zaradi velikega števila vladarjev poleg večjih ozemeljskih gospodov lahko frankovsko območje označimo kot »plemiško pokrajino«,:740 ki je bila v tej obliki edinstvena v Starem kraljestvu. Vitezi v Frankovskii so bili praviloma neposredno podrejeni cesarstvu, torej le podrejeni cesarju. Frankovski viteški krog je bil razdeljen na šest kantonov: Altmühl, Baunach, Gebirg, Odenwald, Rhön-Werra in Steigerwald. Večina viteških sedežev v današnji Zgornji Frankovski je pripadala kantonu Gebirg.
Po abdikaciji zadnjega mejnega grofa Ansbach-Bayreutha, Karla Aleksandra, sta mejni grofiji Hohenzollern prešli na prusko linijo v Berlinu. Kraljevina Prusija pod višjim ministrom Karlom Augustom von Hardenbergom je zdaj poskušala uveljaviti ideje moderne državnosti v novo pridobljenih frankovskih provincah, npr. s posredovanjem.
Predstavniki frankovskega viteškega reda in drugih prizadetih deželnih gospodov so se obrnili na dunajski dvor, da bi poiskali pravico proti pruskim poskusom posredovanja. Vendar pa je bil zaradi napetosti koalicijskih vojn proti revolucionarni Franciji cesarjev vpliv omejen.
Leta 1795 je Prusija sklenila separatni mir s Francijo (Baselski mir). Zdaj je lahko Prusija še bolj neovirano izvajala svojo politiko mediatizacije v Frankovski, ki je bila praktično dokončana od poznih 1790-ih. Mejni grofiji Ansbach in Bayreuth sta bili zdaj zaprti ozemlji, na katerih je enotno veljalo splošno zemljiško pravo za pruske države.
Po vojaški okupaciji Bamberga s strani Kraljevine Bavarske je 29. novembra 1802 nastala bavarska provinca Bamberg, ki se je 1. oktobra 1808 preimenovala v Mainkreis. Kraljevina Bavarska je od Francozov za 15 milijonov frankov kupila mejno grofijo Bayreuth, ki je bila od leta 1806 do 1810 pod francosko oblastjo kot pays reservé (Napoleonova zasebna last) in jo prevzela 30. junija 1810. Tako je Zgornje glavno okrožje nastalo z glavnim mestom Bayreuth. Okraj nosi ime Zgornja Frankovska od 1. januarja 1838 glede na vojvodino Frankovsko, v nekdanjem vzhodnem delu katere je. Okrožje je bilo zaokroženo, ko je bila Svobodna dežela Coburg vključena v Bavarsko 1. julija 1920. Med državno poenostavitvijo sta se v letih 1932/33 v Ansbachu združili vladi Zgornje in Srednje Frankovske. Leta 1946 je bilo odločeno obnoviti upravno okrožje Zgornja Frankovska, leta 1949 pa se je vlada po 16 letih "izgnanstva" vrnila v Bayreuth. Prve volitve v skupščino okrožja so bile leta 1954. Bavarska deželna reforma leta 1972 je končno prinesla manjše spremembe na območju Zgornje Frankovske: večina okraja Höchstadt an der Aisch je pripadla Srednji Frankovski, skupnosti iz Spodnje Frankovske, Frankovska in Zgornja Pfalška so pripadle Gornji Frankovski.
Podobmočja Zgornja Frankovska in Zgornji Pfalška, koridor od Hofa do Weidna, ki vključuje tudi Bayreuth, sta bila od sredine 19. stoletja do sredine 20. stoletja najgosteje industrializirano območje v Nemčiji za območjem Porurja. S Turingijo in Saško so bili tesni trgovinski in gospodarski odnosi. Po ocenah je bilo jeseni 1944 v Zgornji Frankovski okrog 34.000 predvsem vzhodnoevropskih prisilnih delavcev, ki so bili zaposleni predvsem v industriji.
Od januarja 1946 je ameriški vojaški rabin močno spodbujal pritok nekdanjih judovskih ujetnikov koncentracijskih taborišč iz prenatrpanih begunskih taborišč.:202 V Zgornji Frankovski je bilo ustanovljenih 13 »judovskih kmetij«, kmetijskih kolektivov in obrtnih učnih delavnic, v katerih naj bi mlade Jude pripravljali na prihodnje življenje v kibucih v Palestini. Predhodnik je bil odprt v Zettlitzu blizu Bindlacha novembra 1945 pod imenom "Geulim"; Po dva nadaljnja kibuca sta bila ustanovljena v Altencreußenu in Prebitzu, po en kibuc pa je bil ustanovljen v Losauu, Voiti, Windischenlaibachu in Theti (kibuc »Affikim« na Forkenhofu). Številne premazane svastike in oskrunitve judovskih pokopališč dokazujejo še vedno močan antisemitizem v Zgornji Frankovski. Judje so bili obrekovani kot »pogajalski« trgovci na črnem trgu, ki so jih hranili Američani, kar ni bilo v skladu z realnostjo. Maja 1947 je Philip Sidney Bernstein, vojaški rabin in svetovalec ameriške vojske, komisiji ZN za Palestino v Münchnu povedal, da bi pogrome lahko pričakovali že naslednji dan, če bi se ameriške okupacijske sile teoretično umaknile.
Po koncu druge svetovne vojne, ustanovitvi dveh nemških držav in izgradnji zidu 13. avgusta 1961 se je končalo obdobje gospodarskega razcveta na tem območju. Za ponovni gospodarski napredek so se zatekli k strukturnim ukrepom. To je vključevalo rahljanje strukture industrije in dvig ravni kakovosti, da bi zagotovili konkurenčnost. Ti ukrepi so skoraj v celoti zaustavili stalno upadanje prebivalstva v regiji. Da bi obdržali mlade, še posebej mlade diplomante srednjih šol, v okolici Bayreutha in severnega Zgornjega Palatinata ter jim dali perspektivo za prihodnost, je bilo leta 1971 sklenjeno ustanoviti Univerzo v Bayreuthu. Podobno kot v Regensburgu, katerega univerza je bila ustanovljena leta 1962, je tudi ustanovitev univerze v Bayreuthu privedla do stalnega naraščanja števila prebivalstva. Univerza v Bayreuthu, katere temeljni kamen je bil položen marca 1974 južno od okrožij Kreuzstein in Birken, je začela raziskave v zimskem semestru 1975/1976. Razpravljali so tudi o območjih na Rdečem griču in v Wendelhöfnu.
Podobno je bilo tudi v Hofu. Po ustanovitvi univerze za javno službo na Bavarskem leta 1974 je bilo končno odločeno, da se oddelek za splošno notranjo upravo preseli v mesto. Leta 1983 se je nato lahko začel redni pouk. Leta 1994 je bila sprejeta odločitev, da se poleg oddelka Univerze za javno službo zgradi Univerza za uporabne znanosti v Hofu.

## Glavne znamenitosti
Poleg nekdanje škofovske rezidence Bamberg, glavnega mesta Bayreuth, nekdanje rezidence Coburg in klasicističnega središča Hofa ter mest Lichtenfels, Kronach, Gößweinstein in Kulmbach, palače Weißenstein, opatije Banz in bazilike Štirinajstih svetih pomočnikov, sodijo med glavne turistične atrakcije regije slikovite znamenitosti reke Majne in nizke gorske verige gričevja Fichtel z mestom Wunsiedel in Frankovskim gozdom. Obstajajo tudi številna zdravilišča, kot so Bad Rodach, Bad Steben, Bad Staffelstein, Bad Berneck in Bad Alexandersbad.

## Grb
Grb prikazuje:
- heraldični lev iz Bamberga levo zgoraj
- črno-beli vzorec družine Hohenzollern v zgornjem središču
- zelena krona v zavoju grba Saške v zgornjem desnem kotu
- grb Frankovske v spodnji polovici

## Upravne enote
Oberfranken je razdeljena na devet Landkreise (okrožij) in štiri Kreisfreie Städte (mesta brez okrožij ali neodvisna mesta). Najnižja raven je razdeljena na 214 občin (vključno s štirimi mesti).
Landkreise:
- Bamberg
- Bayreuth
- Coburg*
- Forchheim
- Hof
- Kronach
- Kulmbach
- Lichtenfels
- Wunsiedel

Kreisfreie Städte:
- Bamberg
- Bayreuth
- Coburg*

Hof

## Gospodarstvo
Bruto domači proizvod (BDP) regije je leta 2018 znašal 40,6 milijarde €, kar je predstavljalo 1,2 % nemške gospodarske proizvodnje. BDP na prebivalca, prilagojen glede na kupno moč, je v istem letu znašal 34.900 € ali 116 % povprečja EU27. BDP na zaposlenega je znašal 96 % povprečja EU.